# Pyrinia aurora
Pyrinia aurora är en fjärilsart som beskrevs av W. Warren 1904. Pyrinia aurora ingår i släktet Pyrinia och familjen mätare. Inga underarter finns listade.